# Laura Whitmore
Laura Whitmore (ur. 4 maja 1985 w Dublinie) – irlandzka prezenterka telewizyjna stacji MTV Europe.

## Kariera
Dorastała w Bray w hrabstwie Wicklow. Uczęszczała do St Patricks Primary School i Loreto Bray Secondary School aż do ukończenia 18 lat. Potem studiowała dziennikarstwo na Dublin City University, w tym jeden semestr za granicą na Boston University w Stanach Zjednoczonych. W kwietniu 2008 wzięła udział w kampanii MTV, Pick Me MTV, której celem było wyłonienie nowej twarzy stacji w Europie. Obecnie jest gospodarzem biuletynów informacyjnych w Wielkiej Brytanii, Irlandii i innych krajach europejskich. Przed wygraną programu pracowała jako naukowiec. Obecnie prowadzi takie programy jak: I'm a Celebrity... Get Me Out of Here! NOW!, Celebrity Juice, Saturday Night with Miriam, oraz gale na żywo: Teenage Cancer Trust i 2012 BRIT Awards.

### Moda
W sierpniu 2009 stała się twarzą swojej autorskiej kolekcji ubrań, dostępnych w sieci irlandzkich sklepów A wear. W 2010 roku stała się twarzą nowej kolekcji firmy RoC's.

## Życie prywatne
Jest w związku z wokalistą The Coronas, synem Mary Black, Dannym O' Reillym. Spotykają się od 2011 roku.